# تی‌ان‌تی ان.وی.
تی‌ان‌تی ان.وی. (به انگلیسی: TNT N.V.) شرکت خدمات پستی هلندی است، که در کشور هلند به‌عنوان شرکت ملی پست و تحت نام تی‌ان‌تی پست فعالیت می‌کند. این شرکت در سال ۱۹۹۶ از شرکت تی‌ان‌تی اکسپرس و سپس از پست‌ان‌ال تفکیک شد و به‌عنوان یک شرکت مستقل ثبت گردید. 
امروزه شرکت تی‌ان‌تی ان.وی. دارای عملیات در هلند و ۸ کشور اروپایی دیگر می‌باشد. رقبای اصلی این شرکت عبارتند از: دویچه پست، دی‌اچ‌ال، فدرال اکسپرس، آرامکس و یونایتد پارسل سرویس. بخشی از سهام شرکت تی‌ان‌تی در بازار بورس یورونکست پاریس معامله می‌شود.